# كيرون خير
كيرون خير (بالإنجليزية: Kirron Kher)‏ (و. 1955  م) هي سياسية، ومقدمة تلفزيونية، وممثلة مسرحية، وممثلة أفلام هندية، ولدت في شانديغار، بهاراتيا جاناتا.

## مناصب
تولت منصب عضو لوك سابها ‏، وعضو لوك سابها السادسة عشر ‏.

## التعليم
تعلمت في Panjab University ‏.

## جوائز
حصلت على جوائز منها:
- جوائز فيلم فير
- National Film Award for Best Actress in a Leading Role [الإنجليزية]‏.

## وصلات خارجية
- كيرون خير على موقع IMDb (الإنجليزية)
- كيرون خير على موقع روتن توميتوز (الإنجليزية)
- كيرون خير على موقع ألو سيني (الفرنسية)
- كيرون خير على موقع أول موفي (الإنجليزية)
- كيرون خير على موقع قاعدة بيانات الأفلام السويدية (السويدية)
- كيرون خير على موقع قاعدة بيانات الفيلم (الإنجليزية)
- كيرون خير على موقع كينوبويسك (الروسية)